# (NL)LCVP

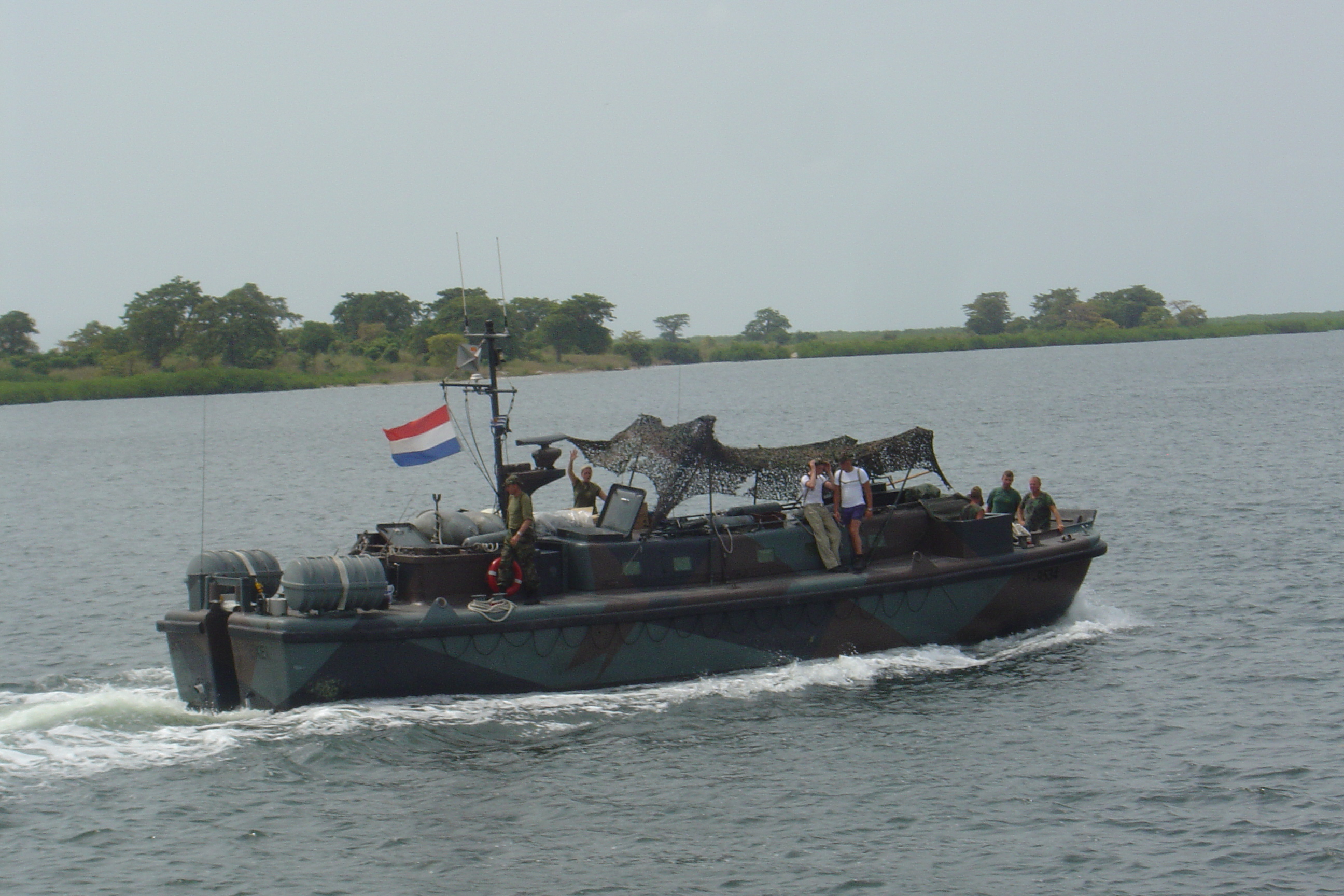
NL LCVP II

(NL)LCVP staat voor (Netherlands) Landing Craft Vehicle Personnel. Het Korps Mariniers van de Koninklijke Marine heeft er twaalf van het type LCVP mk5 (C) in gebruik.
Er zijn meerdere varianten (NL)LCVP's geweest.

## Geschiedenis
Sinds er mariniers zijn, is er behoefte aan kleine vaartuigen die mariniers aan land kunnen zetten. In de zeiltijd en zelfs in het begin van het stoomtijdperk werden mariniers aan land gezet met sloepen, die ze zelf naar het land roeiden. In de Tweede Wereldoorlog verschenen voor het eerst de landingcrafts: platbodems met aan de voorkant een brede klep om zover mogelijk het strand op te komen en om mariniers aan land te zetten.

## LCA

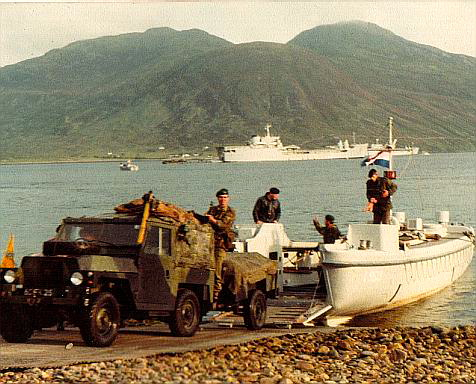
Nederlandse LCVP/LCA Mk 1 in gebruik bij het Korps Mariniers op oefening in Schotland 1978 lost een Engelse Land Rover op het strand.

Tot halverwege de jaren zeventig van de 20e eeuw heeft het Korps Mariniers met de Landing Craft Assault (LCA) gevaren. De Stichting Keep them landing is nog in het bezit van een exemplaar van dit type landingsvaartuig.

## (NL)LCVP type Mk I
Het (NL)LCVP type Mk I is het eerste in Nederland gebouwde polyester landingsvaartuig.
Van dit type zijn er vanaf 1962 twaalf in gebruik genomen. 
L9510, L9511, L9512, L9513, L9514, L9515, L9516, L9517, L9518, L9519, L9520, L9522.
Dit type was tot halverwege de jaren negentig in gebruik bij het Korps Mariniers.
Begin jaren tachtig zijn er vijf stuks geschikt gemaakt voor operaties in het artisch gebied d.m.v. driedelig polyester dak in plaats van zeildoek.
Dit vaartuig kon een peloton mariniers aan land zetten en had een mitrailleur als bewapening.
De stichting Keep them landing heeft sinds 2001 een vaartuig van dit type in eigendom, de L9513,
en de Stichting Promotie Maritieme Tradities heeft sinds 2004 de L9512 in bezit.

## (NL)LCVP type Mk II

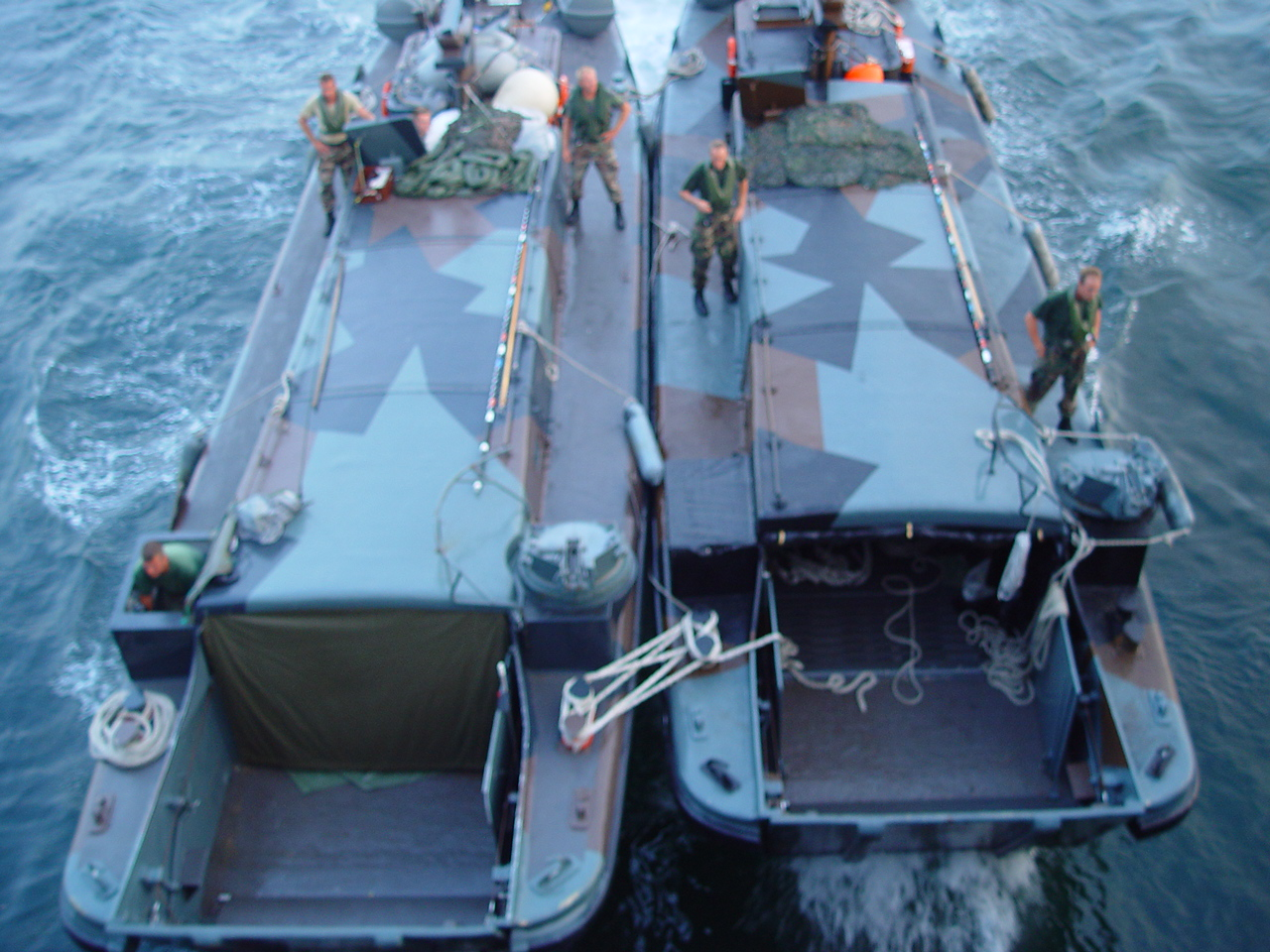
(NL)LCVP II

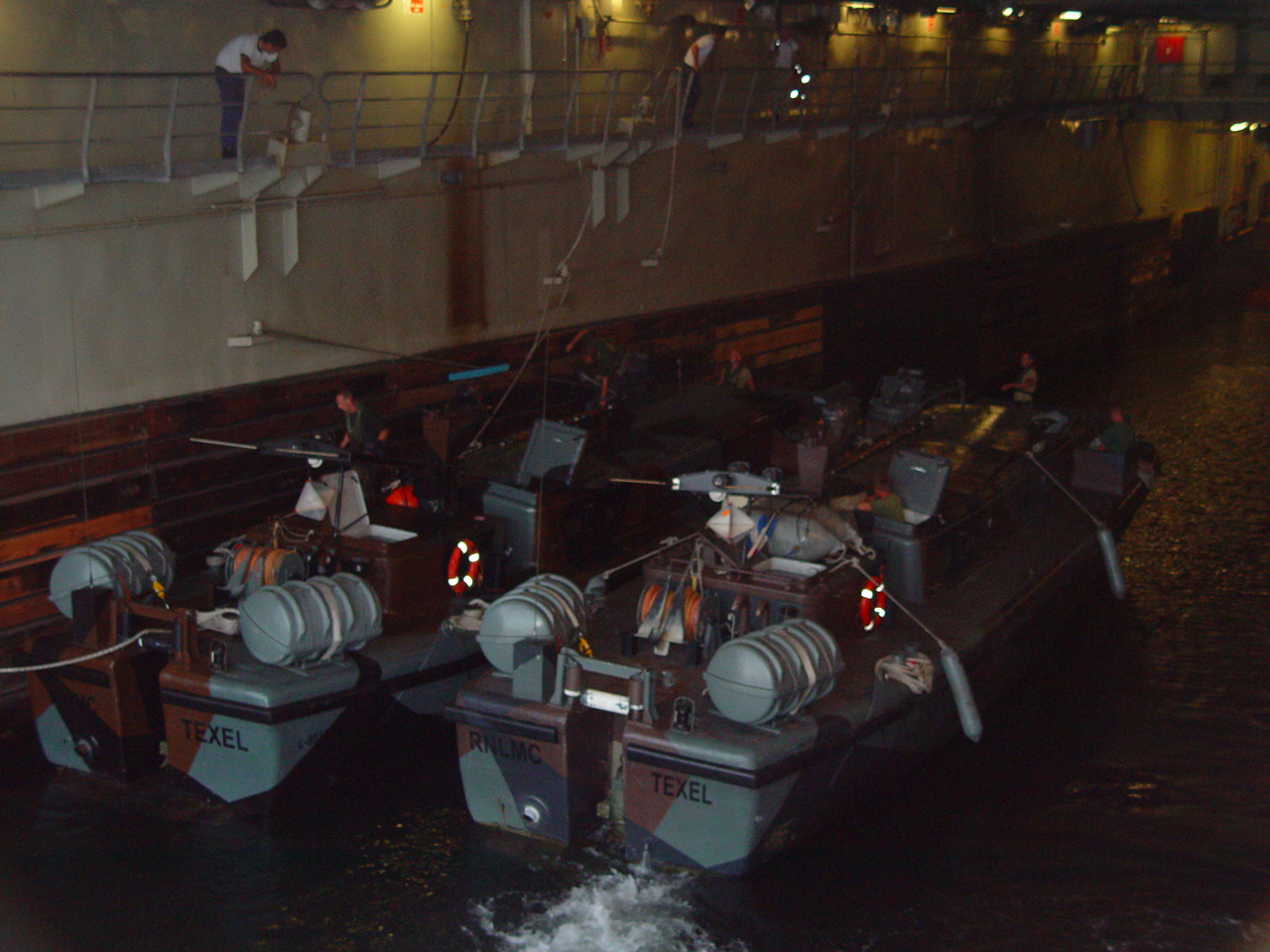
LCVPII in Zr. Ms. Rotterdam

Van het type (NL)LCVP Mk II werden er zes in gebruik genomen in de jaren tachtig (1984). Deze zijn sinds 2009 niet meer in actieve dienst. De L9533 was omgebouwd tot calamiteiten vaartuig en in dienst bij het Korps Marinebrandweer te Den Helder tot 2009, daarna overgenomen door de Stichting Keep Them Landing nadat deze was gezonken. De L9532 is destijds aan de stichting Keep Them Landing geschonken. De L9534 is in 2012 geschonken aan de Defensie Requisieten Commissie maar in bruikleen bij Keep Them Landing.
Ze hebben een bewapening van een mitrailleur Browning 0.50 (12,7 mm).
De bemanning bestond uit een Korporaal als 1e bestuurder, een Marinier 1e klas als 2e bestuurder en een Marinier 1e klas automonteur als machinist.
Drie van deze vaartuigen werden ook gebruikt bij de VN-missie UNMIH in Haïti.
Technische Gegevens
- Gewicht: 14000 kg
- Max. belading: 4300 kg of 1 Landrover met aanhangwagen of 30 bewapende en uitgeruste mariniers
- Lengte: 16 meter
- Breedte: 4,2 meter
- Hoogte: 3,9 meter
- Diepgang achter: 1,2 meter
- Diepgang voor: 0,35 meter

## (NL)LCVP type Mk III

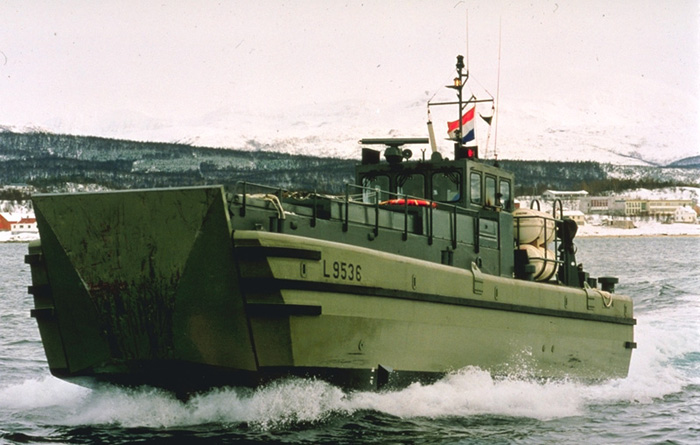
NL LCVP III

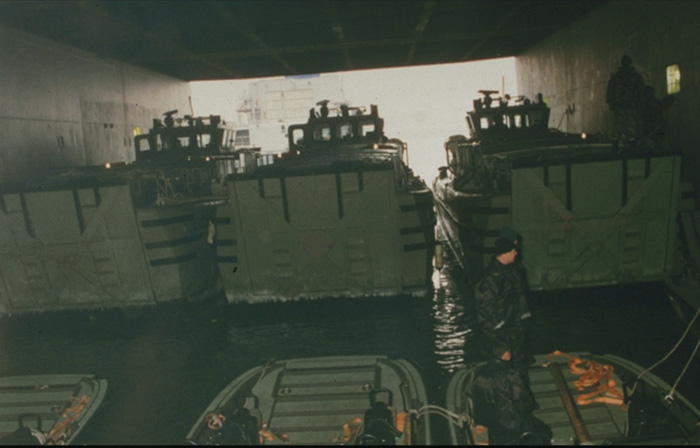
LCVP III in Zr. Ms. Rotterdam

Zes vaartuigen van het type (NL)LCVP Mk III werden in de jaren negentig in gebruik genomen bij het Korps Mariniers.
Vaartuigen van dit type hebben een bemanning van drie personen (een SGTMARN, een KLPMARN en een marinier). Ze hebben een bewapening van een mitrailleur Browning 0.50 (12,7 mm).
Er kunnen maximaal vijf van deze landingsvaartuigen meegenomen worden door Hr. Ms. Rotterdam (of twee LCU's en drie LCVP's Mk III).
Techinsche gegevens
- Gewicht: 23.000 kg
- Max. belading: 7.000 kg of 2 landrovers of 1 BvS-10 Viking of 34 bewapende en uitgeruste mariniers
- Lengte: 16,9 meter
- Breedte: 4,72 meter
- Hoogte: 8,1 meter
- Diepgang achter: 1,2 meter
- Diepgang voor: 0,45 meter

## (NL)LCVP Mk V C
In 2008 is dit type landingsvaartuig in dienst genomen ter vervanging van alle type Mk II en Mk III. De marine heeft in totaal twaalf van de Mk V C in dienst. Het is gebaseerd op het Engelse type (UK)LCVP Mk V (A & B). De (NL)LCVP, type MkV(c)is gebouwd door scheepswerf Visser in uit Den Helder.
Hr. Ms. Rotterdam voert drie van deze vaartuigen mee in het dok (naast twee LCU's) en Hr. Ms. Johan de Witt heeft vier Mk V C's in de davits.
Technische gegevens
- Breedte (romp) 4,27 m
- Diepgang (gem)  0,65 m
- Lengte (romp)  15,7 m
- Waterjetvoortstuwing  2 × Ultrajet 410
- Laadcapaciteit 8,2 ton
- Motor/Voortstuwing  2 × Volvo Penta 423 kWh
- Snelheid beladen  > 20 knopen
- In gebruik bij:  Koninklijke Marine, Korps Mariniers

Het landingsvaartuig heeft een drie koppige bemanning en kan in totaal 35 bewapende mariniers vervoeren. Ook is het mogelijk om in plaats van mariniers twee landrovers of één BV-206 te vervoeren